# Eurypteryx
Eurypteryx is een geslacht van vlinders uit de onderfamilie Macroglossinae van de familie pijlstaarten (Sphingidae).

## Soorten
- Eurypteryx alleni Hogenes & Treadaway, 1993
- Eurypteryx bhaga (Moore, 1866)
- Eurypteryx falcata Gehlen, 1922
- Eurypteryx geoffreyi Cadiou & Kitching, 1990
- Eurypteryx molucca Felder, 1874
- Eurypteryx obtruncata Rothschild & Jordan, 1903
- Eurypteryx shelfordi Rothschild & Jordan, 1903